# Panorpa
Panorpa és un gènere de mecòpters que es troba àmpliament distribuït en l'Hemisferi Nord. No obstant això, no es troben en l'oest dels Estats Units i el Canadà. Al voltant de 240 espècies han estat descrites fins al 2007. Es considera que 16 espècies d'aquest gènere habiten Europa i 4 d'elles es troben a la Península ibèrica.

Gènere Panorpa a Europa
- Panorpa alpina Rambur, 1842 (=Aulops alpina)
- Panorpa annexa MacLachlan 1869
- Panorpa clavigera Klapálek 1902
- Panorpa cognata Rambur, 1842
- Panorpa communis Linnaeus, 1758. Present a la Península Ibèrica.
- Panorpa etrusca Willmann, 1976
- Panorpa germanica Linnaeus. Present a la Península Ibèrica.
- Panorpa hybrida MacLachlan 1882
- Panorpa lacedaemonia Lauterbach 1972
- Panorpa meridionalis Rambur, 1842. Present a la Península Ibèrica.
- Panorpa pieperi Willmann 1975
- Panorpa plitvicensis (Lauterbach 1972) (=Aulops plitvicensis)
- Panorpa rufostigma Westwood 1842
- Panorpa schweigeri Willmann 1975
- Panorpa thrakica Willmann 1976
- Panorpa vulgaris Imhoff et Labram, 1845. Present a la Península Ibèrica.